# Križe (gmina Novo mesto)
Križe – wieś w Słowenii, w gminie miejskiej Novo mesto. W 2018 roku liczyła 115 mieszkańców. 